# Mathías Carpio
Mathías Petter Carpio Ferro (Arequipa, Perú, 15 de noviembre de 2002) es un futbolista peruano. Juega en la posición de mediocampista ofensivo y su equipo actual es FC San Marcos de la Liga 2 de Perú.

## Trayectoria

### Universitario de Deportes
Llegó a las divisiones menores de Universitario de Deportes en el 2018. A mediados del 2019 fue promovido al primer equipo por Ángel Comizzo quien le vio condiciones en los entrenamientos del club. Recibió su primera convocatoria por el primer equipo en la fecha 11 en el enfrentamiento contra Sporting Cristal. Sin embargo, no pudo debutar y quedó en el banco de suplentes. Con la llegada de Gregorio Perez vuelve a ser tomado en cuenta y forma parte de la pretemporada del equipo. Debutó enfrentando a Boca Juniors en un amistoso jugado en Argentina. Asimísmo, realiza su debut en partidos oficiales en la fecha 2, en la victoria 2-1 a Sport Huancayo. Aquel año jugó 3 partidos. Su primer partido en el 2021 lo realizó en la segunda fecha frente a la Academia Cantolao. Jugó un par de partidos más, ingresando desde el banco, ante Universidad San Martín por la fecha 3 y ante Deportivo Coopsol por la Copa Bicentenario. 

### Cienciano
Al no tener la confianza del técnico Ángel Comizzo y tener problemas con la directiva merengue, decide rescindir su contrato con Universitario por una supuesta indisciplina . Es presentado en Cienciano el 4 de agosto de 2021 con un contrato por 3 años, junto a su compañero José Soto. Al término de la temporada, renovó con el conjunto cuzqueño.  

## Estadísticas

### Clubes
Actualizado de acuerdo al último partido jugado el 29 de octubre de 2023.
| Universitario de Deportes · Perú | 1.ª           | 2020          | 3  | 0 | — | — | 0 | 0 | 3  | 0 |
| Universitario de Deportes · Perú | 1.ª           | 2021          | 3  | 0 | 1 | 0 | 0 | 0 | 4  | 0 |
| Universitario de Deportes · Perú | Total club    | Total club    | 6  | 0 | 1 | 0 | 0 | 0 | 7  | 0 |
| Cienciano · Perú                 | 1.ª           | 2022          | 29 | 2 | — | — | 2 | 0 | 31 | 2 |
| Cienciano · Perú                 | 1.ª           | 2023          | 3  | 0 | — | — | — | — | 3  | 0 |
| Cienciano · Perú                 | Total club    | Total club    | 32 | 2 | 0 | 0 | 2 | 0 | 34 | 2 |
| Alianza Atlético · Perú          | 1.ª           | 2023          | 11 | 0 | — | — | — | — | 11 | 0 |
| Alianza Atlético · Perú          | Total club    | Total club    | 11 | 0 | 0 | 0 | 0 | 0 | 11 | 0 |
| Total carrera                    | Total carrera | Total carrera | 49 | 2 | 1 | 0 | 2 | 0 | 52 | 2 |
| 1. 2.                            |               |               |    |   |   |   |   |   |    |   |

## Palmarés

### Torneos Cortos
| Título          | Club                      | País | Año  |
| --------------- | ------------------------- | ---- | ---- |
| Torneo Apertura | Universitario de Deportes | Perú | 2020 |